# پل سالگیناتوبل
پل سالگیناتوبل (به انگلیسی: Salginatobel Bridge) یک پل قوسی بتن آرمه است که توسط مهندس عمران سوئیسی روبرت مایلارت طراحی شده‌است. این پل بین سالهای ۱۹۲۹ و ۱۹۳۰، بر روی یک دره آلپی در گراوبوندن و نزدیکی شهری به نام Schiers در سوئیس احداث شد. در سال ۱۹۹۱، این بنا به عنوان یک بنای تاریخی بین‌المللی مهندسی عمران ثبت شد و سیزدهمین سازه‌ای از این دست و اولین پل بتنی بود که به این ترتیب فهرست گردید.

## نگارخانه

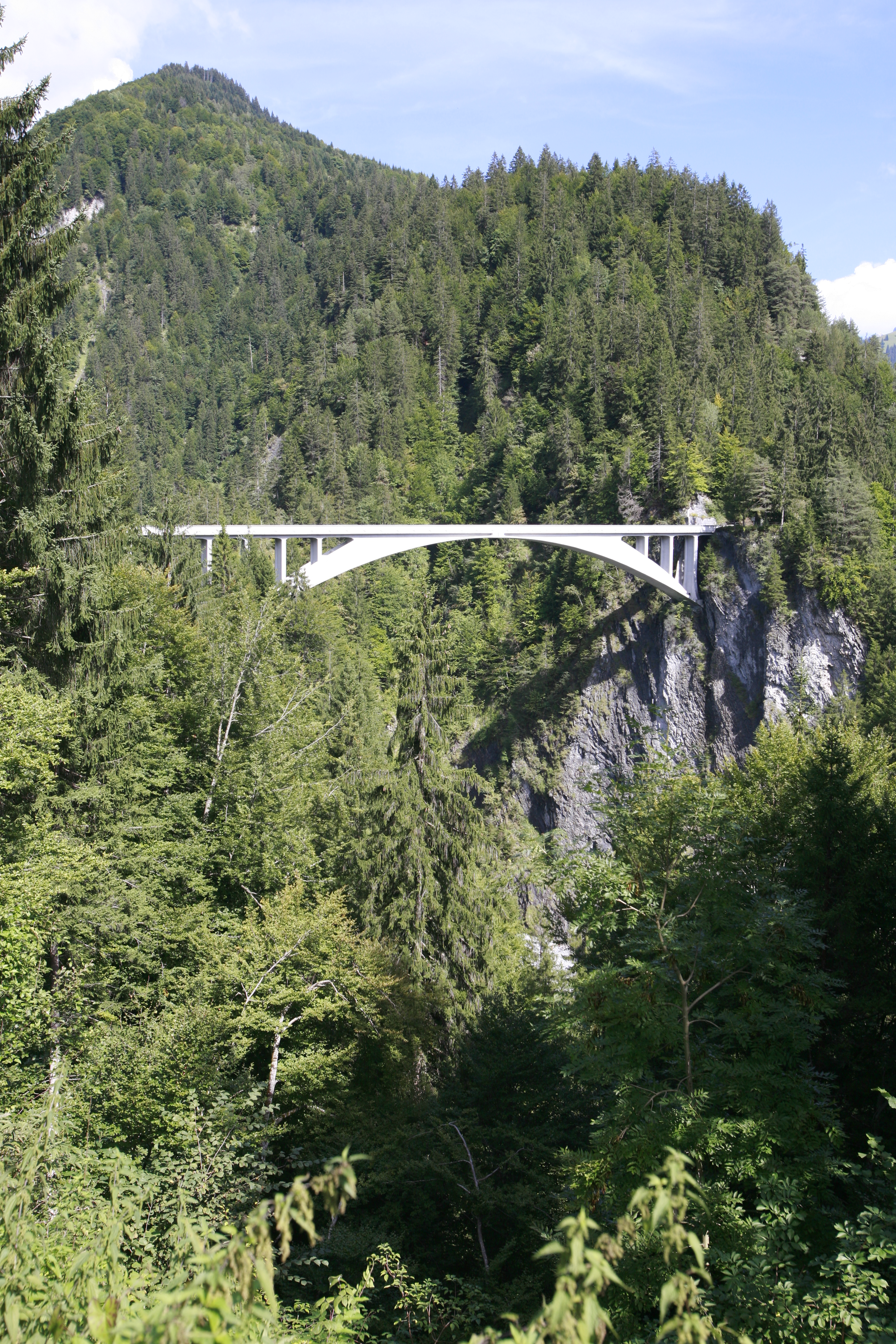
Southeast view
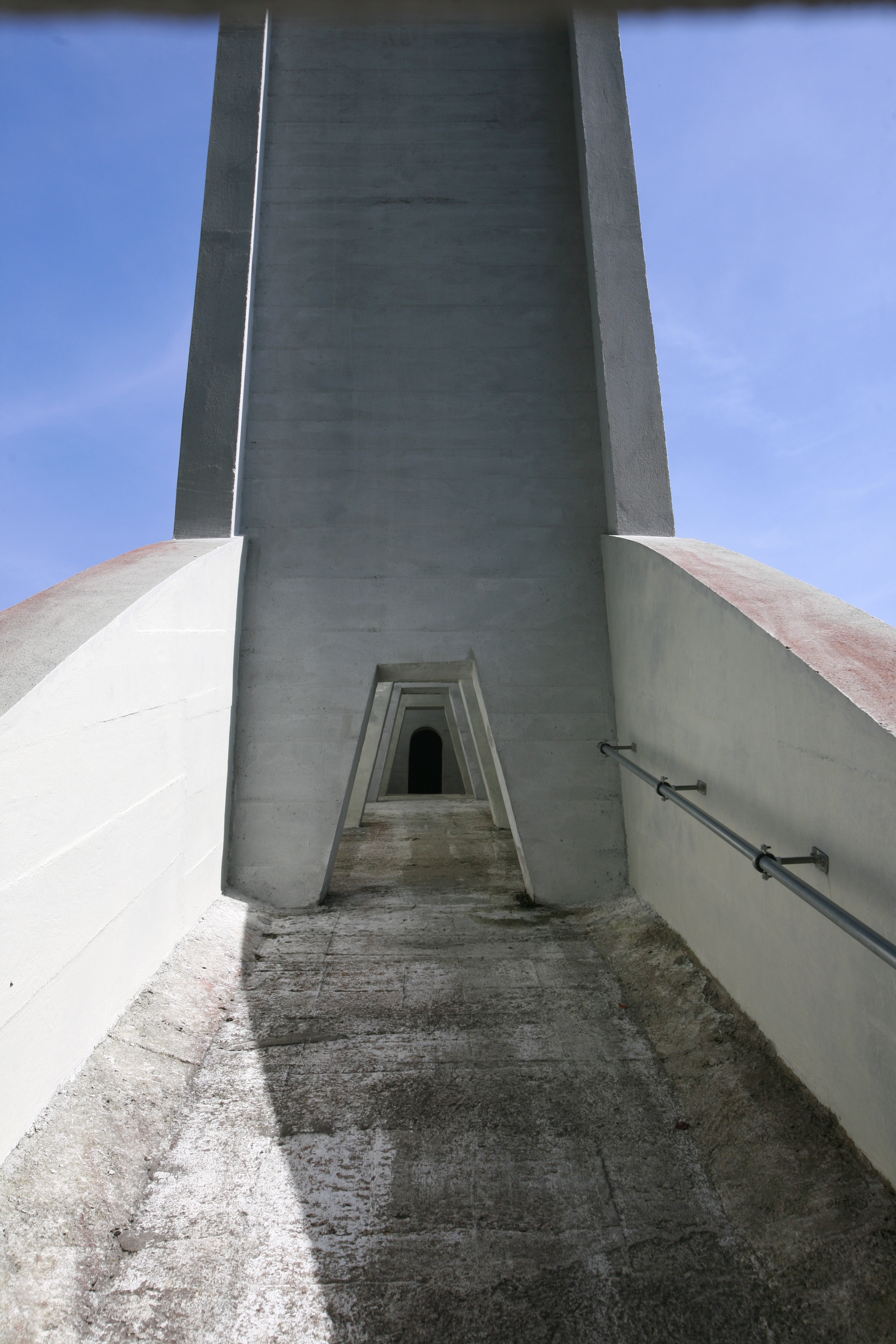
Hollow concrete box girder
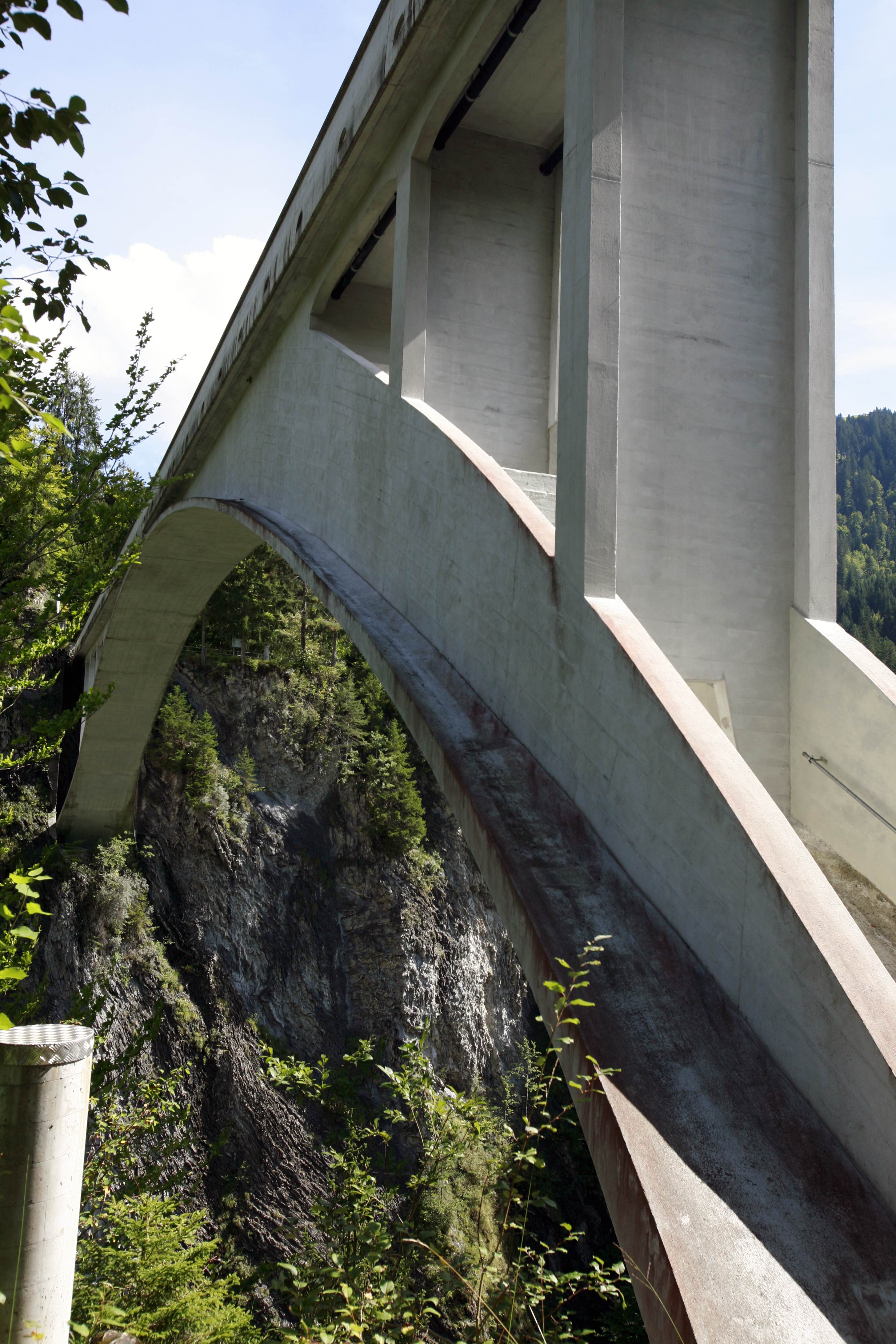
The arch
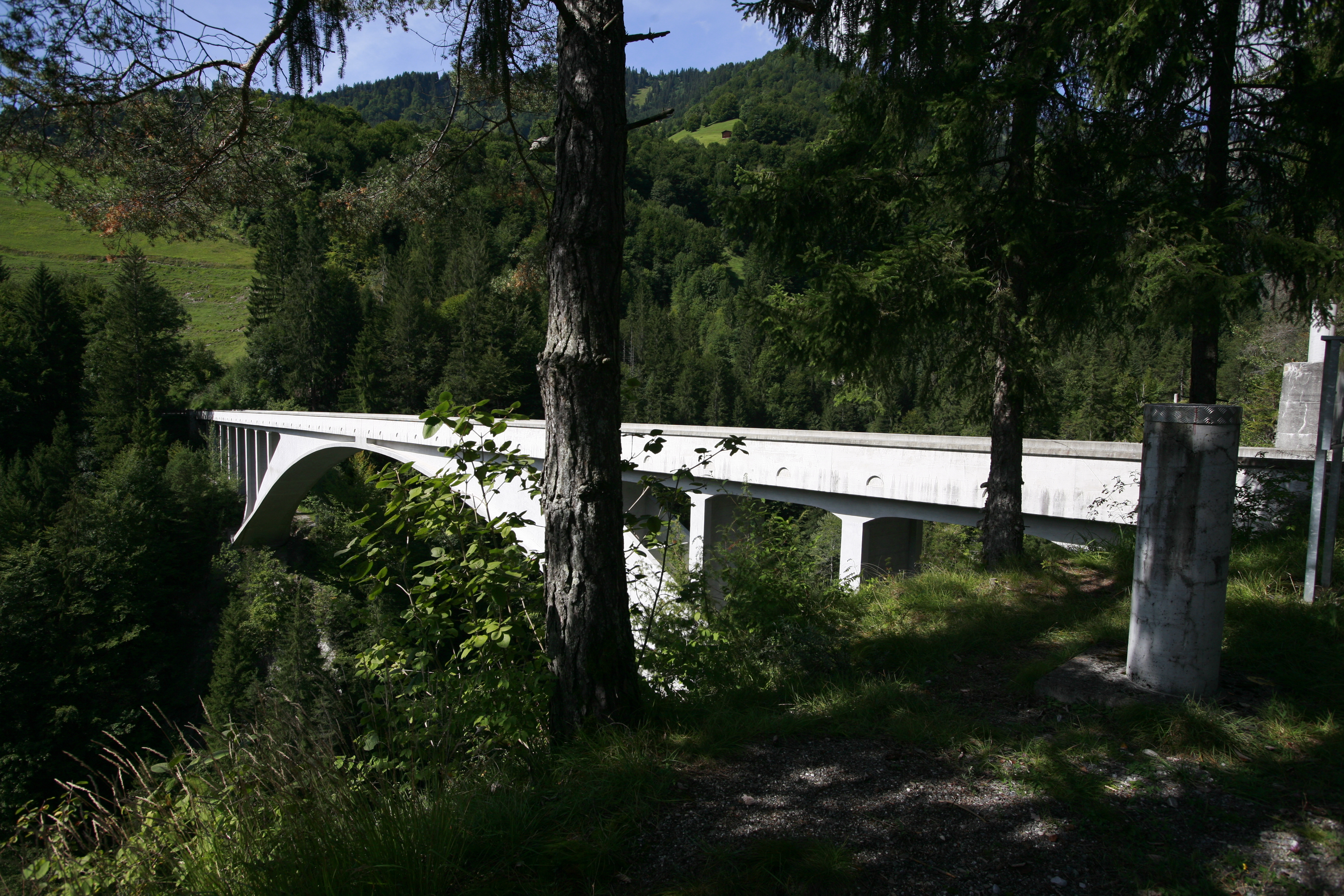

## = پانویس
1. 1 2 3 4 5 6  Salginatobel Bridge در وبگاه structurae.de
2. ↑  "World Monument Salginatobel Bridge - International Historic Civil Engineering Landmark" (PDF). Retrieved 2 August 2014.
3. ↑  Billington, 2003, p.60